# Visma (España)
Visma (llamada oficialmente San Pedro de Visma) es una parroquia y un lugar español del municipio de La Coruña, en la provincia de La Coruña, Galicia.

## Geografía
Parroquia costera que se extiende desde el límite con el municipio de Arteijo hasta las áreas, hoy urbanas, de la Ciudad Jardín y el Estadio de Riazor.
De su antiguo entramado de parroquia rural conserva todavía ciertas áreas en medio de zonas completamente urbanizadas, conservándose todavía las históricas aldeas de Bens, Nostián y O Portiño.
En su costa se sitúan las islas de San Pedro y otros islotes. En Visma se sitúan además los barrios de Los Rosales y Labañou, la refinería de petróleo, el antiguo vertedero de Bens y el Monte de San Pedro, con sus miradores e instalaciones (ascensor) y el Castro de Nostián.

## Historia
Visma perteneció al antiguo ayuntamiento de Oza hasta el año 1912, en que fue anexionado por el de La Coruña.

## Entidades de población
Entidades de población que forman parte de la parroquia:
- Bens
- Comeanda
- El Portiño
- Gramela (A Gramela)
- Mazaído
- Nostián
- Pena Moa (Penamoa)
- San Pedro de Visma
- Bouzas (As Bouzas)
- La Cuesta (A Costa)
- Fuertes Monte San Pedro (Montes de San Pedro)
- Pedra da Barca (A Pedra da Barca)
- Espedreiras (As Pedreiras)
- Puerto de San Pedro (Porto de San Pedro)
- El Río (O Río)
- San Pedro de Visma
- San Roque de Afuera (San Roque de Fóra)
- O Barral
- O Camiño do Pinar
- O Coidal
- A Eira Vella
- Entrecasas
- Gatón
- O Peruleiro

## Suprimido
Entidad de población suprimida que formaba parte de la parroquia:
- Los Rosales (Os Rosales)

## Demografía

### Parroquia
| Gráfica de evolución demográfica de Visma (parroquia) entre 2000 y 2019 |
|                                                                         |
| Datos según el nomenclátor publicado por el INE.                        |

### Lugar
| Gráfica de evolución demográfica de San Pedro de Visma (lugar) entre 2000 y 2019 |
|                                                                                  |
| Datos según el nomenclátor publicado por el INE.                                 |